# شیر خالدار

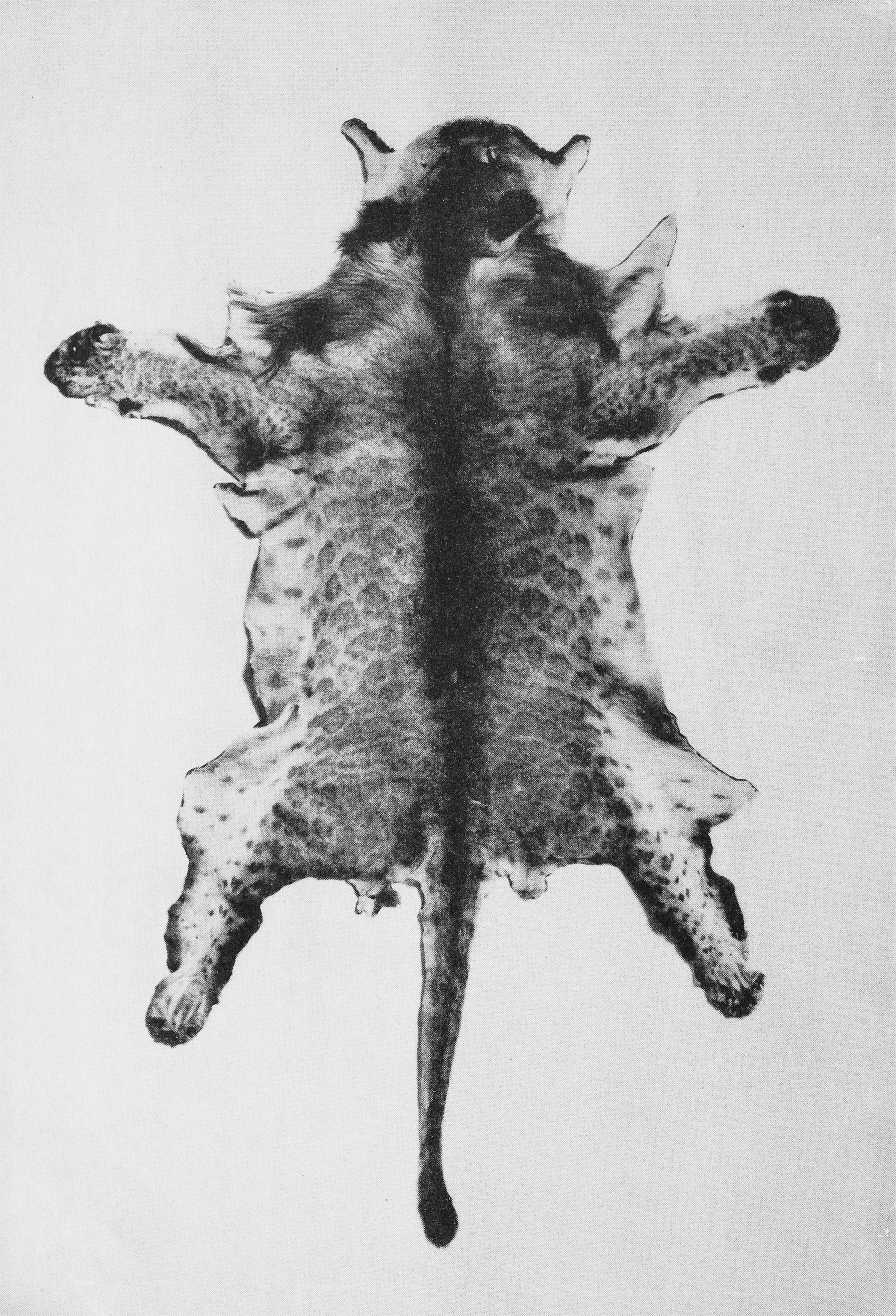
تصویر نمونه پوست منسوب به شیر خالدار (ماروزی)

شیر خالدار یا ماروزی زیرگونه‌ای از شیر به باور بعضی جانورشناسان و نیز نهان‌جاندارشناسان است که به شرایط کوهستان بیشتر از گرم‌دشت خو گرفته یا دورگه‌ای نادر حاصل از آمیزش پلنگ و شیر است. برخی نیز این جانور را صرفاً شیر بالغی می‌دانند که خال‌های مربوط به دوران کودکی خود را حفظ کرده‌است. باور بر این است که این جانور کوچک‌تر از شیر و بزرگ‌تر از پلنگ بوده و هیچ یال تشخیص‌پذیری نداشته‌است.
نهان‌جاندارشناس بلژیکی برنارد هوولمانس در سال ۱۹۵۵ یک نام علمی برای این جانور برگزید (Panthera leo maculatus)  و آن را طبقه‌بندی کرد. چند گزارش از مشاهده شیر خالدار به همراه یک نمونه پوست منسوب به آن شواهد مربوط به وجود این جانور هستند. با این حال وجود شیر خالدار از سوی جامعه علمی تأیید نشده‌است.

## پژوهش‌ها
بومیان آفریقا به وجود این شیرها باور داشتند و اروپاییان از سال ۱۹۰۴ گزارش‌هایی از مشاهده آن‌ها داده‌اند. نخستین برخورد متقن توسط یک کشاورز کنیایی اروپایی‌تبار به نام مایکل ترنت در سال ۱۹۳۱ روی داد. ترنت در دامنه‌های ابردیر و در ارتفاع ۳٬۰۰۰ متری با دو شیر خالدار مواجه شد که هر دو را با شلیک گلوله به قتل رساند. با وجود بزرگسال بودن این دو شیر وجود خال‌های برجسته‌ای که تنها در توله‌شیرها یافت می‌شود باعث جلب توجهٔ شکارچیان نایروبی به آن‌ها شد.
دو سال بعد از این واقعه کنت گندار داور خلبان و کاوشگر بریتانیایی برای گرفتن یا کشتن نمونه‌های بیشتر رهسپار منطقه شد. او در طول اکتشافاتش توانست سه سری ردپا از شیر خالدار در ارتفاعی بین ۳٬۰۰۰ تا ۳٬۸۰۰ متر مشابه با ارتفاعی که شیرهای ترنت در آنجا مشاهده شدند پیدا کنند. این ردپاها توانست فرضیه وجود توله‌شیرهای نابالغ که توسط گله برای شکار گاومیش در کوهستان رها شده‌اند را رد کند. داور همچنین فهمید که بومیان از دیرباز این جانوران را از شیرها و پلنگ‌ها متمایز می‌کردند و آن‌ها را در مناطق مختلف با نام‌های متفاوتی می‌شناختند. از جمله ماروزی در کنیا، ناتاراگو در اوگاندا، ایکیمیزی و ناتاراگو در رواندا، و آباسامبو در اتیوپی.
رجینالد اینس پوکوک جانورشناس بریتانیایی نمونه پوست و جمجمهٔ گردآوری‌شده توسط مایکل ترنت را مورد بررسی قرار داد و یافته‌های وی را در پیوست کتاب داور مورد بحث قرار داد. با این حال پوکوک به دلیل شواهد محدود نتوانست به نتیجه‌گیری قطعی برسد.